# Edward Hawke
Edward Hawke, 1. baron Hawke (21. února 1705, Londýn, Anglie – 17. října 1781, Sunbury-on-Thames, Anglie) byl britský admirál a námořní vojevůdce válek 18. století. Proslul jako vítěz rozhodujícího střetnutí na moři s Francií v bitvě u Quiberonu za sedmileté války. Kromě služby v královském námořnictvu dlouholetým poslancem Dolní sněmovny a v letech 1766–1771 ministrem námořnictva (první lord admirality). V roce 1768 dosáhl nejvyšší možné hodnosti velkoadmirála (Admiral of the Fleet) a v roce 1776 byl s titulem barona povolán do Sněmovny lordů.

## Životopis

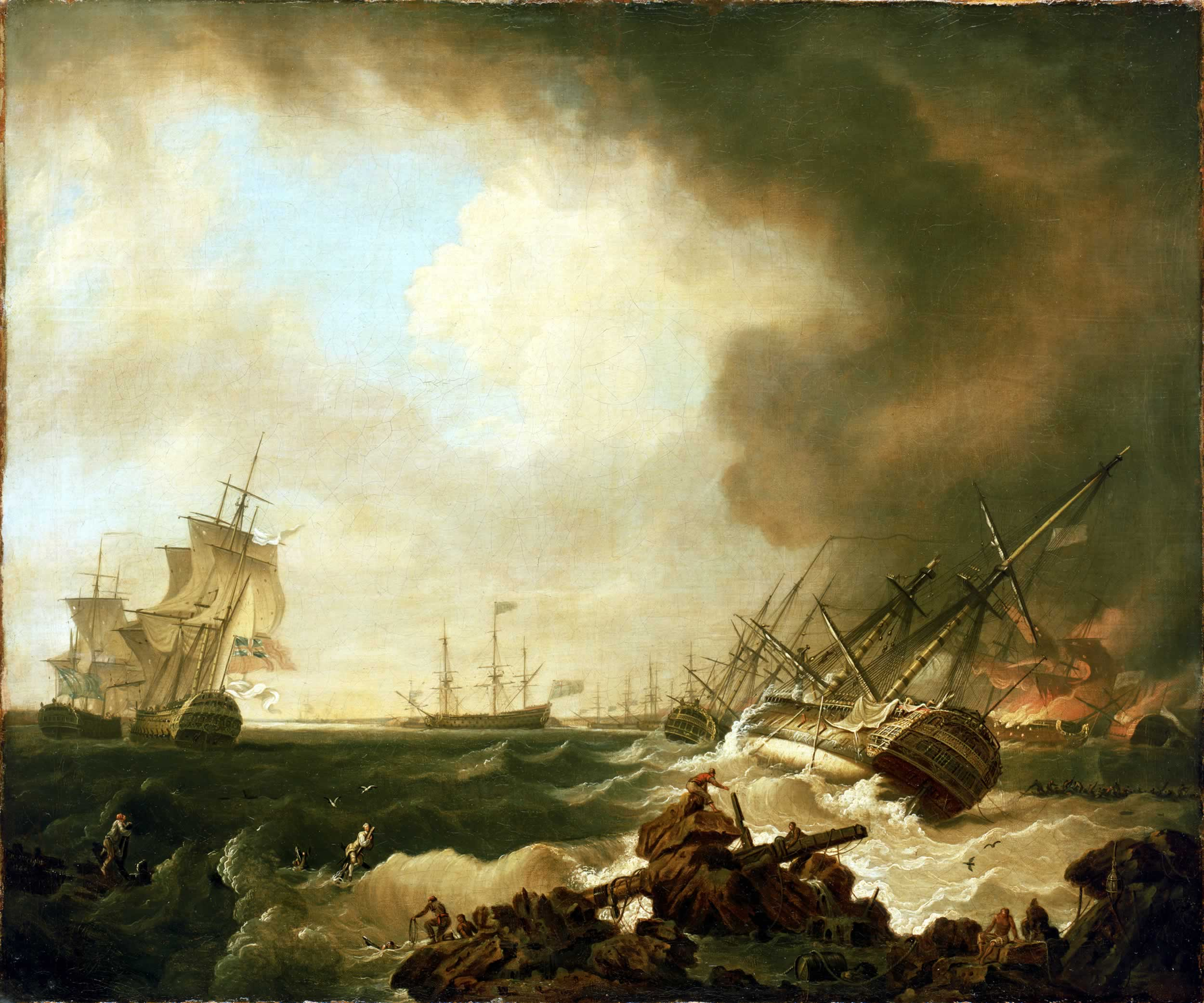
Bitva u Quiberonu (1759)

Narodil se jako jediný syn právníka Edwarda Hawkeho a jeho manželky Elizabeth, rozené Bladen. Do námořnictva vstoupil v patnácti letech jako dobrovolník a v počátku kariéry profitoval z vlivu svého strýce, dlouholetého poslance a komisaře pro obchod a kolonie Martina Bladena. Nejprve sloužil u břehů severní Ameriky, později v Lamanšském průlivu a na pobřeží západní Afriky, již v roce 1725 byl poručíkem. Poté sloužil ve Středomoří a na Jamajce, v roce 1733 byl již komandérem a v roce 1734 dosáhl hodnosti kapitána. V roce 1737 se oženil a dočasně opustil aktivní službu, v roce 1739 byl povolán znovu na moře s pověřením doprovázet obchodní loďstvo do Karibiku.
Za války o rakouské dědictví se jako velitel lodi Berwick zúčastnil nerozhodné bitvy u Toulonu (1744). V roce 1747 dosáhl hodnosti kontradmirála a stal se velitelem v Lamanšském průlivu, tehdy prosazoval zlepšení výkonu posádek na lodích. V říjnu 1747 zvítězil v druhé bitvě u Finistère, kdy zajal šest francouzských lodí. Díky tomu Británie získala plnou kontrolu nad Lamanšským průlivem a také lepší podmínky při sjednávání Cášského míru. V letech 1747–1776 byl členem Dolní sněmovny (celou dobu byl poslancem za přístav Portsmouth), v Portsmouthu také v letech 1748–1752 zastával funkci velitele přístavu v hodnosti viceadmirála (1748). V roce 1749 obdržel Řád lázně a šlechtický titul.

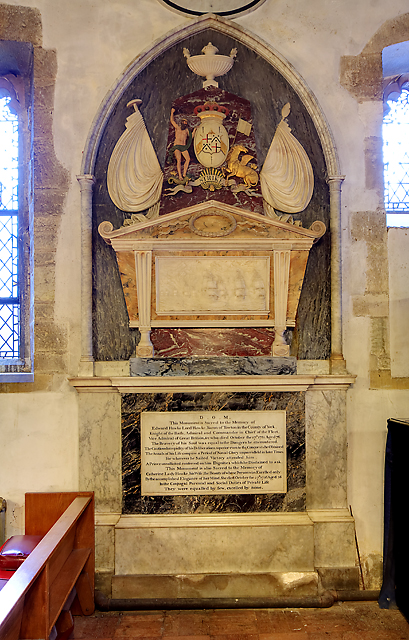
Náhrobek admirála Hawkeho v North Stoneham (Hampshire)

Ještě před sedmiletou válkou se znovu stal velitelem v Lamanšském průlivu (1755) a zabavoval francouzské obchodní lodě. Po vypuknutí války a popravě admirála Johna Bynga převzal vrchní velení ve Středomoří (1757). Nepokusil se zpět o dobytí Menorcy a poté byl kritizován za to, že proti Byngovi svědčil před válečným soudem. V roce 1757 byl povýšen na admirála a byl pověřen blokádou francouzských přístavů Rochefort a Brest. V listopadu 1759 zvítězil v bitvě u Quiberonu, která byla zásadním střetnutím mezi britským a francouzským loďstem během sedmileté války. Pod Hawkeho velením pak britské loďstvo blokovalo prakticky celé francouzské pobřeží a v roce 1761 po počátečním neúspěchu dobyl ostrov Belle-Isle.
V prosinci 1766 byl jmenován ministrem námořnictva (formálně byl tehdejším premiérem vévoda z Graftonu, ale faktickým vůdcem vlády byl William Pitt, který byl dlouholetým Hawkeho patronem), zároveň se stal členem Tajné rady. V roce 1768 obdržel Hawke hodnost velkoadmirála a jako populární námořní vojevůdce si udržel funkci prvního lorda admirality i po Pittově pádu. Jako ministr námořnictva se snažil dostat pod kontrolu financování Royal Navy, z funkce odstoupil ze zdravotních důvodů v lednu 1771 a na jeho rezignaci navazovalo několik personálních změn hned v prvním roce fungování Northovy vlády. Novým prvním lordem admirality se na jedenáct let stal hrabě Sandwich.
V roce 1776 byl povýšen na barona a povolán do Sněmovny lordů. Jeho sídlem byl zámek Scartingwell Hall v hrabství Yorkshire, který byl přestavován koncem 18. století, v polovině 20. století byl zbořen. S manželkou Catherine Brooke (1720–1756) měl admirál Hawke čtyři děti, dědicem titulu byl syn Martin Bladen Hawke (1744-1805), který vystudoval práva a v letech 1768–1774 byl členem Dolní sněmovny. Potomstvo rodu žije dodnes, současným představitelem je William Martin Hawke, 12. baron Hawke (*1995).
Jméno admirála Edwarda Hawkeho nese několik lokalit objevených nebo osídlených během 18. století, například region Hawke's Bay na Novém Zélandu nebo přístavní město Port Hawkesbury v Kanadě.